# 北谷村 (兵庫県)
北谷村（きただにむら）は、兵庫県美嚢郡にあった村。現在の三木市吉川町の北部にあたる。

## 地理
- 河川：美嚢川、北谷川

## 歴史
- 1889年（明治22年）4月1日 - 町村制の施行により、上中村・富岡村・古市村・有安村・実楽村・福井村・畑枝村・上荒川村・新田村・古川村・前田村の区域をもって発足。
- 1955年（昭和30年）7月1日 - 奥吉川村・中吉川村と合併して吉川町が発足。同日北谷村廃止。

## 交通

### 道路
現在は旧村域に舞鶴若狭自動車道の上荒川パーキングエリアが所在するが、当時は未開通。